# 利本沙伊德
利本沙伊德是德国莱茵兰-普法尔茨州的一个市镇。总面积10.56平方公里，总人口921人，其中男性464人，女性457人（2011年12月31日），人口密度87人/平方公里。